# Abul Fauaris Amade ibne Ali
Abul Fauaris Amade ibne Ali ibne Iquíxida (Abu'l-Fawaris Ahmad ibn Ali ibn al-Ikhshid lit. "Abul Fauaris Amade, filho de Ali, filho de Iquíxida"; em árabe: أبو الفوارس أحمد بن علي بن الإخشيد) foi um último governante da dinastia iquíxida, que governou autonomamente o Egito, Síria e Hejaz, de 968 a 969. Contudo, era uma criança e não exerceu o poder efetivamente, sendo tutelado primeiramente pelo vizir Jafar e então por seu tio Haçane. Seu reinado foi interrompido pela conquista do Egito pelo Califado Fatímida no verão de 969.

## Vida
Amade era o filho do terceiro governante iquíxida, Alboácem Ali (r. 961–966), e neto do fundador da dinastia, Maomé Iquíxida. Quando seu pai Ali morreu em janeiro de 966, ele tinha apenas 10 anos; consequentemente, o poderoso Abul Misque Cafur, que tinha sido o governante virtual do Estado, assumiu as rédeas do poder para si.

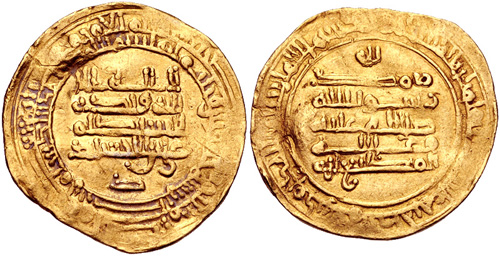
Dinar de ouro de Alboácem Ali r.

Amade sucedeu-o no trono após a morte de Cafur em abril de 968, mas a situação no Egito era crítica: o vizir Jafar tentou controlar o governo, mas carecia de uma base de poder fora da burocracia; os agentes fatímidas agitaram tumultos entre os beduínos; o exército foi dividido em facções mutuamente antagonistas (os iquíxidas (Ikhshidiyya), recrutados por Maomé Iquíxida, e os Cafúrias (Kafuriyya), recrutados por Cafur, e os Sacaliba ou Rume, soldados-escravos europeus/bizantinos); e o tesouro estava vazio devido a várias inundações baixas do rio Nilo que causaram crises de fome generalizada. No final, ibne Alfurate foi derrubado pelo tio de Amade, Haçane ibne Ubaide Alá ibne Tugueje, governador da Palestina. Haçane tomou controle de Fostate no outubro de 968, e instalou-se como regente. Na cunhagem emitida durante este período, o nome de Haçane inclusive precede o que Amade, o governante nominal. Contudo, após apenas três meses, Haçane libertou ibne al-Jafar, confiou-lhe o governo do Egito, e retornou à Palestina.
Logo depois, os fatímidas, tomando vantagem do tumulto no regime iquíxida, lançaram uma invasão sob Jauar, o Siciliano. Cerca de junho de 969, o exército fatímida parou diante de Fostate. Após as tropas iquíxidas falharam num último esforço para invadir o avanço inimigo, a cidade, e o Egito com ela, renderam-se. Haçane foi levado prisioneiro, assim encerrando a dinastia iquíxida, embora os últimos lealistas sob seu tio permaneceram em controle da porção sul da Síria até sua derrota sob os fatímidas na primavera de 970. Segundo o historiador al-Fargani, retransmitido por ibne Calicane, Amade morreu em 13 de julho de 987.